# Khao kan chin
Khao kan chin (tiếng Thái: ข้าวกั๊นจิ๊น, phát âm [kʰâːw kán t͡ɕín]), khao ngiao (ข้าวเงี้ยว), hoặcchin som ngiao (จิ๊นส้มเงี้ยว), còn được gọi là bánh pudding hấp với cơm, là một món ăn từ miền Bắc Thái Lan. Đó là cơm trộn với thịt lợn băm và huyết lợn, nêm muối, đường, một ít tỏi, hành tím, dầu thực vật, sau đó được hấp trong lá chuối. Nó thường được phục vụ với tỏi băm nhỏ chiên, ớt khô chiên và dưa chuột.